# Maurice Tornay
Maurice Tornay, CRSA (31. srpna 1910, Orsières – 11. srpna 1949, Cho La) byl švýcarský římskokatolický kněz a augustiniánský kanovník, působící jako misionář v Číně a Tibetu, kde byl zabit tibetskými buddhistickými mnichy z linie Karma Kagjü. Katolická církev jej uctívá jako blahoslaveného mučedníka.

## Život
Narodil se dne 31. srpna 1910 v La Rosière v obci Orsières jako sedmé z osmi dětí Jeana-Josepha Tornayho a Faustiny Dossier. Pokřtěn byl 13. září 1910 a roku 1917 přijal první svaté přijímání. Již v dětství projevoval sklony ke zbožnosti.
V roce 1925 nastoupil na střední školu v opatství Saint Maurice, kde studoval až do roku 1931. Ve svém volném čase brával přátele do kaple, kde jim četl pasáže z děl sv. Františka Saleského a sv. Terezie z Lisieux. Rozhodl se vstoupit do řádu Augustiniánských kanovníků a dne 25. srpna 1931 byl přijat do noviciátu.
Poté, co v lednu 1933 odcestovala skupina misionářů do Číny, byl zklamán, že v tu dobu nemohl jet s nimi. V lednu roku 1934 mu byl diagnostikován žaludeční vřed, pročež musel držet speciální dietu. Dne 8. září 1935 složil své řeholní sliby. V roce 1936 znovu požádal o přidělení na mise v Číně, kam byl poslán po boku Cyrilla Lattiona (1909–1997) a Nestora Rouillera, se kterými po měsíci a půl dorazil do Číny. Ve Wen-šanu v provincii Jün-nan dokončil svá teologická studia a studium místních jazyků. Svému bratru Louisovi odtud poslal dopis, ve kterém stálo: „Nikdy se nevrátím“. Se svými třemi společníky prošel i lékařské a zubařské kurzy.
Odcestoval do Hanoje ve Vietnamu, kde dne 24. dubna 1938 přijal kněžské svěcení od biskupa z Hanoje Françoise Chaize. Poté vyučoval seminaristy. V březnu 1945 byl ustanoven farářem při kostele Panny Marie Nejsvětějšího Srdce v Yerkalo v jihovýchodním Tibetu. Odcestoval tam, aby se ujal úřadu i přesto, že si byl vědom nebezpečí ze strany buddhistických mnichů, kteří neměli rádi misionáře a křesťany obecně.
Dne 26. ledna 1946 ráno se místní lámové vloupali do jeho sídla, zabrali si kostel a přinutili jej odejít do exilu. Nakrátko se usadil v Pame v Číně, kde musel žít se starým opilcem. Byla zde pouze jedna katolická rodina. Zůstal však ve spojení se svojí farností, přičemž se dozvěděl o utlačování svých farníků. Lamové mu vyhrožovali smrtí, pokud nepřeruší kontakt se svou farností, zatímco v květnu 1946 obdržel dopis od guvernéra z Qamdo, který mu slíbil ochranu a zval jej, aby se vrátil do své farnosti. Dne 6. května 1946 vyrazil zpět do své farnosti, ale nebylo mu umožněno vstoupit do Tibetu. Požádal o pomoc apoštolského nuncia v Číně Antonia Riberiho a ten mu poradil, aby se setkal se 14. dalajlámou a požádal jej o edikt tolerance pro místní křesťany.
Rozhodl se, že odcestuje do Lhasy, kde dalajláma sídlil, aby si u něj vyžádal audienci. Dne 10. července 1949 se připojil ke karavaně obchodníků a podnikl cestu, která měla trvat dva měsíce, přičemž si oholil vousy a oblékl tibetské šaty, aby se vyhnul odhalení. Během krátké přestávky však bylo odhaleno jeho přestrojení. Byl donucen karavanu opustit, ale podařilo se mu k ní spolu se svým společníkem Docim vrátit.
Dne 1. srpna 1949 byl zastřelen čtyřmi ozbrojenými buddhistickými lámy při překračování zalesněného průsmyku Cho La ve výšce 3000 metrů na hranici mezi S’-čchuanem a Tibetem. Čtyři ozbrojení lámové vylezli z křoví, načež k nim pravil: "Nestřílejte! Pojďme si promluvit!" Ale ozvaly se výstřely a nejprve společník Doci a poté on sám byli zastřelení. Jeho ostatky byly nejprve uloženy v klášteře Adunzi (Dêqên), ale později byly přeneseny do kláštera v Yerkalo, kde dříve působil.

## Úcta
Dne 11. července 1992 podepsal papež sv. Jan Pavel II. dekret o jeho mučednictví. Blahořečen pak byl dne 16. května 1993 na Svatopetrském náměstí papežem sv. Janem Pavlem II.
Jeho památka je připomínána 11. srpna, nebo 12. srpna. Bývá zobrazován v kněžském oděvu.